# No es el premio ganar sin saber lo que fue perder
No es el premio ganar sin saber lo que fue perder es el cuarto álbum de la banda de rock argentina D-Mente, lanzado el 24 de octubre de 2011, y el último con la participación de Marcelo Baraj como baterista. El álbum consta de 10 canciones, entre las cuales destaca la séptima como la única acústica, entre las demás que poseen un sonido agresivo y pesado, característico del álbum.
La carátula del disco consiste en una fotografía de las manos empuñadas de Andrés Giménez, vocalista y guitarrista de la banda, en las que puede leerse "No es el premio ganar" tatuado en la derecha, y "Sin saber lo que fue perder" en la izquierda. Además, el título del álbum coincide con una parte del coro de la canción Enviciado, cuarto sencillo del primer disco de D-mente, que lleva el mismo nombre.
Hasta la fecha se han lanzado dos videoclips oficiales de este disco: "La soledad" y "Serás el juez".

## Lista de canciones
1. La soledad
2. Himno de fe
3. Óyeme
4. Serás el juez
5. Hasta el fin
6. Grito para no callar
7. En tus brazos
8. Es el momento
9. Nada ha sido en vano
10. Sabes bien

## Integrantes de la banda
- Andrés Giménez - Guitarra rítmica y voz
- Marcelo Baraj - Batería
- Lisardo Álvarez - Guitarra líder
- Cristian Cocchiararo - Bajo y coros